# Agence Nationale de la Statistique (Côte d'Ivoire)
Pour les articles homonymes, voir Institut national de la statistique.
L'Agence Nationale de la statistique (ANStat) est le service officiel des statistiques de Côte d'Ivoire, transformé en une société d'État par décret. Ses activités s'organisent dans le cadre plus général du système statistique de la Côte d'Ivoire régi par la loi de 2020. La dissolution de l'Institut National de la Statistique et la création de l'Agence Nationale de la Statistique
L'ANStat est placée sous la tutelle du Ministère de l'Économie, du Plan et du Développement.

## Mission
L’ANStat a pour mission de produire des informations statistiques à mettre à la disposition du gouvernement des données pour la planification du développement et l’évaluation des politiques publiques et de répondre aux besoins des utilisateurs,.
- d'élaborer les comptes de la nation et la centrale de bilans :
- de réaliser. en collaboration avec les administrations et organismes publics concernés, le programme annuel ou pluriannuel des recensements et enquêtes ;
- de mettre en exploitation a des fins statistiques des données issu de la gestion administratives prévue à l’article 3 du décret de création du Comité national de la Statistique et de la NormalIsation comptable ;
- d'assurer sur le plan national, la mise en cohérence et la centralisation puis la synthèse et la diffusion de l'ensemble des données statistiques. économiques et démographiques collectées par les organismes parapublics ;
- de mettre en place un système statistique permettant l'observation systématique et régulière des divers aspects de l'évolution des faits économiques, financiers. sociaux et démographiques;
- de développer les activités statistiques au nIveau régional;
- d'assurer contre rétribution, l'exécution de travaux et d'études statistiques d'ordre économique, démographique ou social à la demande d'organismes privés ou publics, nationaux ou internationaux ;
- d'assurer la liaison avec les services similaires existant à l'étranger ainsi qu'avec ceux des organismes internationaux,

## Organisation
L'Agence Nationale de la Statistique, agence d'exécution d'état inscrite au registre du commerce de Côte d'Ivoire, est administré par un conseil d’administration composé de 3 à 6 membres et doté d'une direction générale chargée de mettre en œuvre les décisions du conseil d'administration.
La société est contrôlée par deux commissaires aux comptes choisis parmi ceux inscrits sur la liste des commissaires agréés en Côte d'Ivoire ; ils ont pour mission permanente de vérifier les documents, livres et valeurs de la société, et de contrôler la régularité et la sincérité des comptes sociaux, des informations données dans les rapports du conseil d'administration.
Le personnel de la société, à l'exception des fonctionnaires détachés, est régi par le code du travail de Côte d'Ivoire.

### Conseil d'administration
Le conseil d'administration est investi des pouvoirs les plus étendus pour agir en toute circonstance au nom de la société dans la limite de l'objet social et de ceux expressément réservés par les statuts, notamment:
- approbation des comptes;
- ouverture des comptes bancaires;
- adoption du budget;
- règlement intérieur.

Ses membres sont nommés et révoqués en conseil des ministres ; son président est l'un d'entre eux choisi par ses pairs et sa nomination est entérinée par décret pris en conseil des ministres.  

### Direction générale
La société est dirigée et représentée dans les rapports avec les tiers par un Directeur Général nommé par décret pris en conseil des ministres. Le conseil détermine sa rémunération ainsi que l'étendue des pouvoirs qu'il lui délègue.
L'organisation de la Direction Générale, arrêtée par le conseil d'administration est la suivante :
- Direction Générale Adjointe chargée de la Production Statistique
- Direction Générale Adjointe chargée des Affaires Administratives et Financières
- Direction de la Comptabilité Nationale
- Direction des Statistiques Economiques et de la Conjoncture Economique
- Direction des Etudes, de la Recherche, de l'Ingénierie
- Direction des Statistiques Démographiques et Sociales
- Direction de la Coordination Statistique, de l’Action Régionale et de la Diffusion qui supervise les 14 directions régionales de l'ANSTAT
- Direction de l'Informatique et de la Cartographie
- Cellule d'Analyses Economiques
- Direction de la Comptabilité et des Moyens Généraux
- Direction des Ressources Humaines, des Affaires Juridiques et Sociales

Un comité scientifique apporte son concours à la direction générale pour toute question technique ayant trait à l'objet social.

## Histoire
Le décret no 2024-371 du 12 juin 2024 portant dissolution de l'Institut National de la Statistique et le décret n° 2024-372 du 12 juin 2024 portant la création de l'Agence Nationale de la Statistique.
Entre 1946, année de sa création et nos jours, l'histoire du service central de la statistique de Côte d'Ivoire a connu quatre périodes distinctes : de 1946 à 1965 - de 1966 à 1990 - de 1991 à 1996 - depuis décembre 1996.
- De 1946 à 1965, un seul organisme réalise les enquêtes statistiques sur le territoire national (et même au Soudan français et au Niger) pour le compte aussi bien de l’administration que du secteur parapublic. Beaucoup de membres du personnel sont des expatriés.
- À partir de 1966 et jusqu'en 1990, la Direction de la statistique est en partie démembrée avec d'abord entre 1966 et 1977 la création de nouvelles directions comme l’Office central de mécanographie (OCM) et de la Direction des études de développement (DED) au ministère du plan, à laquelle a été rattaché le service de la comptabilité nationale ; puis le transfert du service de statistique agricole au ministère de l’agriculture.
- Entre 1991 et novembre 1996 et dès 1991, la Direction de la statistique et de la comptabilité nationale est érigée en un établissement public à caractère Industriel et commercial (EPIC) dénommé « Institut national de la statistique (INS) », fusion de la Direction de la statistique et de la comptabilité nationale et du service autonome de la Banque des données financières (BDF)
- Depuis décembre 1996, l’INS est une société d’État dotée d'un conseil d’administration ; l’objectif de cette nouvelle transformation du statut de l’INS étant de lui donner les moyens, en particulier humain par l’incitation au plan de la rémunération le rendant compétitif avec d’autres institutions nationales ou extérieures.

| Date             | Ministère                                                                   | Ministre                    |
| ---------------- | --------------------------------------------------------------------------- | --------------------------- |
| 17 octobre 2023  | de l'Économie, du Plan et du Développement                                  | Nialé Kaba                  |
| 12 janvier 2016  | du Plan et du Développement                                                 | Nialé Kaba                  |
| 7 décembre 2010  | du Plan et du Développement                                                 | Albert Mabri Toikeusse      |
| 7 avril 2007     | du Plan et du Développement                                                 | Paul Antoine Bouabré Bohoun |
| 16 décembre 2006 | du Plan et du Développement                                                 | Paul Antoine Bouabré Bohoun |
| 28 décembre 2005 | du Plan et du Développement                                                 | Paul Antoine Bouabré Bohoun |
| mars 2003        | du Plan et du Développement                                                 | Boniface Britto             |
| janvier 2001     | de la Planification et du Développement                                     | Pascal Affi N'Guessan       |
| mai 2000         | de la Planification et du Développement                                     | Diarra Seydou               |
| décembre 1999    | de la Planification, du développement et de la Coordination du Gouvernement | Diarra Seydou               |
| août 1998        | du Plan et du Développement                                                 | Tidjane Thiam               |
| 26 janvier 1996  | du Plan et du Développement                                                 | Théophile Ahoua N’Doli      |
| 15 décembre 1993 | de Économie, des Finances et du Plan                                        | Daniel Kablan Duncan        |

| Période                       | Nom                      |
| ----------------------------- | ------------------------ |
| depuis août 2016              | Gabriel Doffou N'Guessan |
| juillet 2011- août 2016       | Ibrahima Ba              |
| mai 2002 - juillet 2011       | Mathieu Meleu            |
| mai 2000 - mai 2002           | Ibrahima Ba              |
| février 1999 - avril 2000     | Alassane Sogodogo        |
| novembre 1999 - février 2000  | N'Guessan N'Zi           |
| mai 1999 - novembre 1999      | Oumar Diarra             |
| juillet 1992 - mai 1999       | Kouassi N'Guessan Bi     |
| novembre 1981 - 1990          | Nédiembo Méité           |
| 1977 - novembre 1981          | Kobina Jacques Amissah   |
| 1964 - 1977                   | Tano Justin Koko Kouakou |
| décembre 1960- 1963           | Pierre Michaud           |
| août 1957-décembre 1960       | Georges Godin            |
| juillet 1952 - août 1957      | Antoine Samson Carette   |
| janvier 1950 - juillet 1952   | Pierre Gillot            |
| septembre 1948 - janvier 1950 | Arthur Mullier           |
| juillet 1946 - septembre 1948 | Jacques Normand          |